# دیمیتری گولیا

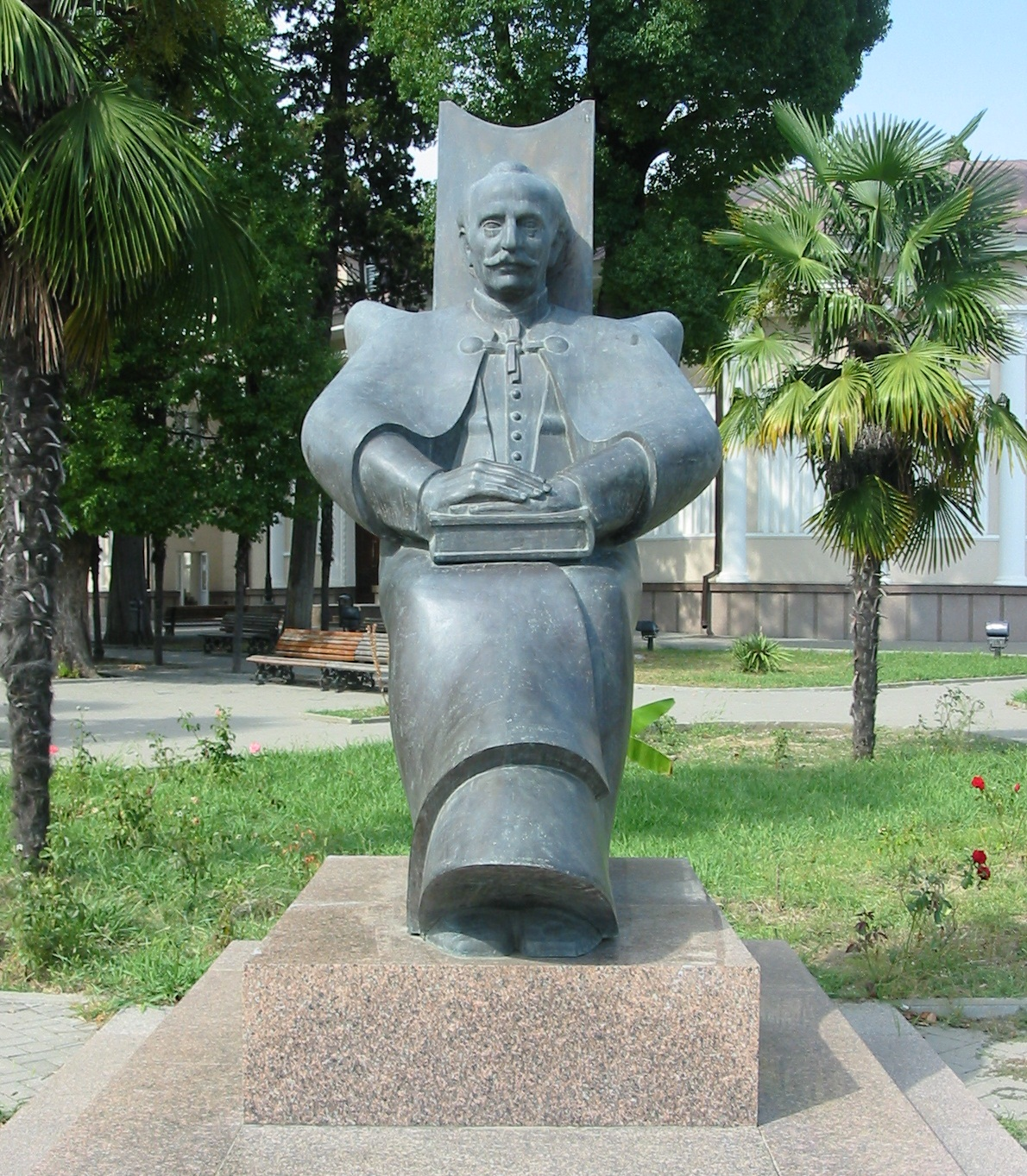
بنای یادبود دیمیتری گولیا در سوخومی

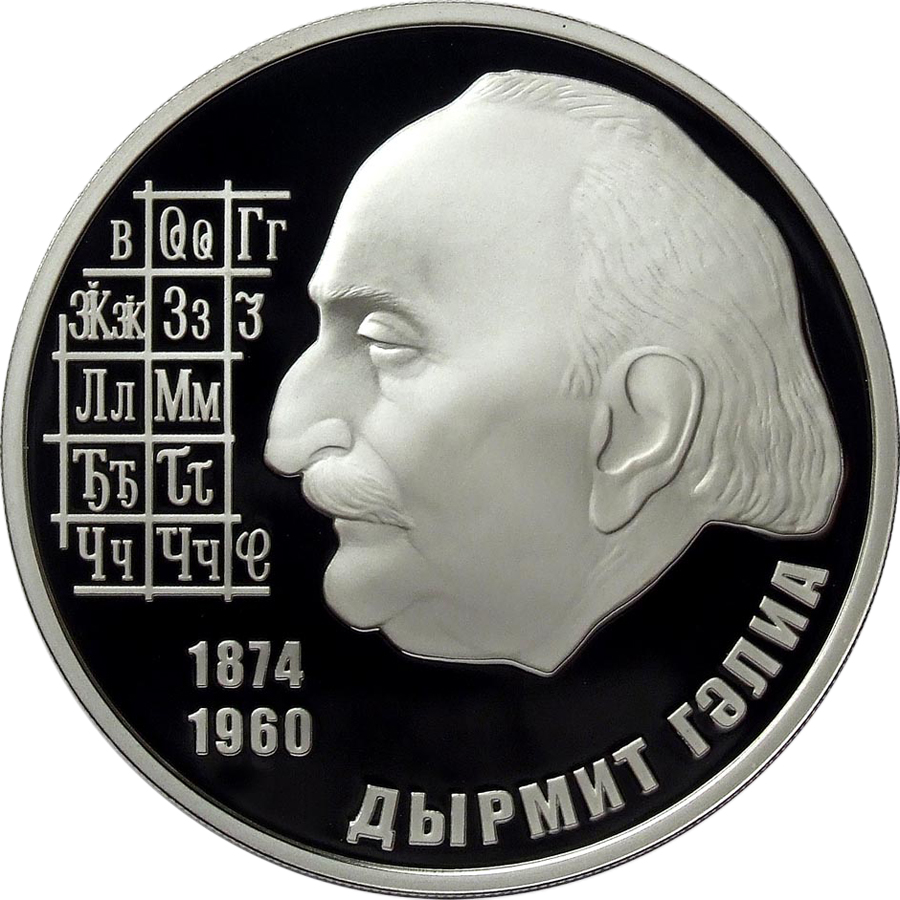
پشت سکه یادبود ۱۰ آپسار ضرب شده در سال ۲۰۰۹ با تصویر دیمیتری گولیا

دیمیتری یوسف-ایپا گولیا (به زبان آبخازی: Дырмит Иасыф-иҧа Гәлиа (زاده ۹ فوریه ۱۸۷۴ - درگذشته ۷ آوریل ۱۹۶۰) نویسنده و شاعر آبخازیایی اهل شوروی بود که به عنوان یکی از بنیانگذاران ادبیات آبخازی شناخته می‌شود. او با عنوان «پدر ادبیات آبخازی» نامیده می‌شود.
دیمیتری گولیا در روستای اوآرچا واقع در ناحیه گولریپشی کنونی آبخازیا، در یک خانواده دهقان به دنیا آمد. گولیا در مدرسه دینی معلمان در شهر گوری گرجستان تحصیل کرد.
او در سال ۱۸۹۲ به همراه کنستانتین ماچاواریانی، الفبای آبخازی را بر اساس حروف سیریلیک تدوین کرد.
این شاعر در مجموعه اشعار خود (۱۹۱۲)، امیدهای مردم آبخاز برای آینده‌ای زیبا و نفرت نسبت به هرگونه بی‌عدالتی را بیان کرد. در سال ۱۹۲۱، گولیا اولین گروه تئاتر آبخازی را سازماندهی و رهبری کرد. او سردبیر اولین روزنامه آبخازی به نام «آپسن» (Apsny) به معنی آبخازیا بود. فعالیت‌های متنوع او در دوران شوروی به اوج خود رسید. اشعار او سرشار از شور و شوق خلق، دوستی و اتحاد ملت‌ها بود (مانند منظومه‌های «آواز آبخازیا»، ۱۹۴۰ و «پاییز در روستا»، ۱۹۴۶).
گولیا اولین رمان کوتاه آبخازی را با عنوان «زیر آسمان دیگری» (۱۹۱۹) نوشت. در رمان «کاماچیچ» (۱۹۴۰)، او زندگی مردم آبخاز در دوران تزاری و سرنوشت غم‌انگیز زنان را به تصویر کشید. نقش گولیا در توسعه فرهنگ آبخاز بسیار زیاد است.
او آثاری در زمینه زبان، تاریخ، و قوم‌نگاری آبخاز، به همراه کتاب‌های درسی و گلچین ادبی تألیف کرد. در مورد مذهب، با منعکس کردن نگرش‌های رایج زمان خود نوشت: «برای … (آبخازی‌ها)، نه مسیحیت و نه اسلام مورد احترام نیستند.»
او به عنوان نماینده شورای عالی اتحاد جماهیر شوروی در دوره چهارم و پنجم انتخاب شد. به او نشان لنین و سه نشان پرچم سرخ کار اهدا شد. او روزنامه «آپسن» را تأسیس کرد و ستونی هفتگی در مورد دومینوی آبخازی می‌نوشت.
دیمیتری گولیا در ۷ آوریل ۱۹۶۰ در روستای آگوذرا در آبخازیا درگذشت و در شهر سوخومی به خاک سپرده شد.

## فهرست منابع
- گولیا گ.د. «دیمیتری گولیا – داستان پدرم» – مسکو، ۱۹۶۳
- بگاژبا ه. زلینسکی ک. «دیمیتری گولیا – مقاله نقد زندگینامه‌ای» – [سوخومی]، ۱۹۶۵
- دانشنامه بزرگ شوروی، چاپ سوم – مسکو، ۱۹۷۴